# Evangelický hřbitov v Karlíně
Evangelický hřbitov v Karlíně se v 18. a 19. století nacházel v pražském předměstí Karlíně pod severním svahem vrchu Vítkov, mezi ulicemi Šaldova, Pernerova a U Invalidovny v městské části Praha 8.

## Historie
Hřbitov byl založen na bývalém Špitálském poli. Místu se tak říkalo podle špitálu při kostele Obrácení svatého Pavla, který patřil řádu křižovníků s červenou hvězdou a který stával za Špitálskou, později Poříčskou branou.
Při starším hřbitově invalidů, který byl založen pravděpodobně roku 1732 zároveň se stavbou Invalidovny, byla roku 1777 založena evangelická část z iniciativy norimberských evangelických kupců, kteří získali povolení ke zřízení krypty k pohřbům nekatolických důstojníků a kupců. Krypta byla postavena roku 1781 a okolo ní vznikl malý hřbitov. Na něm stál velký dřevěný kříž a kaple a místo bylo obestavěno zdí. Zde roku 1784 (3 roky po vydání Tolerančního patentu) vznikl protestantský hřbitov. Sloužil pro pohřby členů pražského německého, později i českého, evangelického sboru. Roku 1786 byl při něm založen vojenský hřbitov, který jej ze tří stran obklopil. Roku 1833 byl rozšířen a k dalšímu rozšíření došlo roku 1863.
Po nesouhlasu vyšehradského kanovníka Karlacha se společnými pohřby katolíků a evangelíků byli evangelíci pohřbíváni ve východní části Olšanských hřbitovů a začalo se jednat o novém hřbitově u Strašnic, na který byla zahájena sbírka.

### Zrušení hřbitova
Při velké povodni roku 1890 byl celý hřbitov zatopen a uvažovalo se o jeho zrušení. Na přelomu let 1893 a 1894 se zde ještě pohřbívalo, roku 1894 bylo rozhodnuto o jeho zrušení a roku 1895 byla udělena výjimka pro pohřby německých evangelíků. V letech 1905 – 1906 byla většina náhrobků a ostatků přenesena na Olšanské hřbitovy - na IX. hřbitov, odd. 10b a I. obecní. Pozemky karlínského hřbitova v letech 1906 - 1911 odkoupila karlínská obec, která jejich část roku 1917 prodala Akciové společnosti strojírny (dříve Breitfeld, Daněk a spol.) k rozšíření továrny a stavbě vlečky.

### Známé osobnosti
Na evangelické části hřbitova byli pohřbeni například Pavel Josef Šafařík (ostatky přeneseny na Olšany 13. května 1900), filosof a bývalý kněz Augustin Smetana, žurnalista a spisovatel Eduard Rüffer, evangelický farář a spisovatel Josef Růžička, básníci bratři Rudolf a Vilém Molnárovi nebo orientalista Jaromír Břetislav Košut.

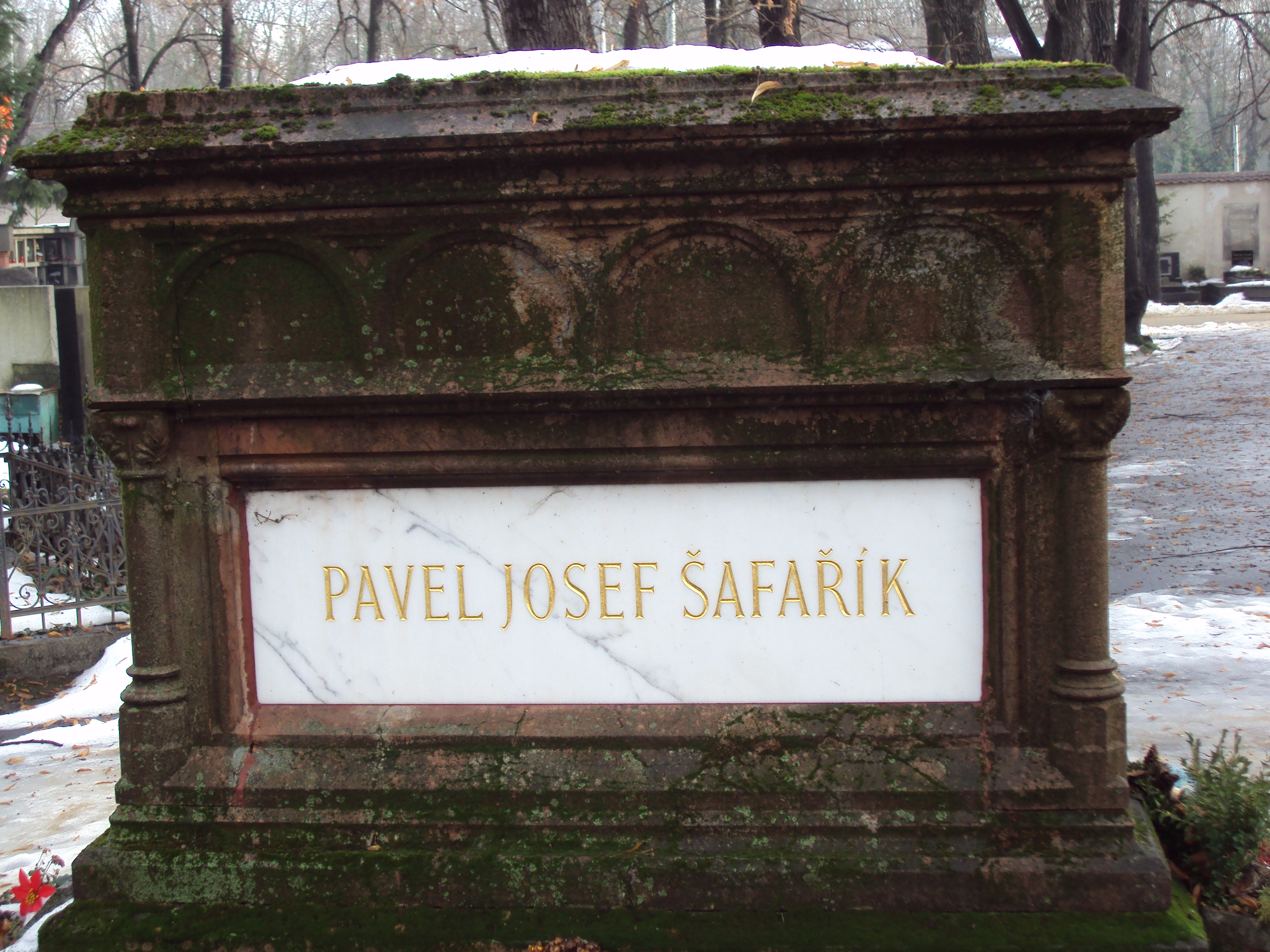
Pavel Josef Šafařík - náhrobek přenesen roku 1900 na Olšanské hřbitovy